# Vuelta a España 2019 – 18. etap
18. etap kolarskiego wyścigu Vuelta a España 2019 odbył się 12 września na trasie liczącej 177,5 km. Start etapu miał miejsce w Colmenar Viejo, a meta w Becerril de la Sierra.

## Klasyfikacja etapu
| \| Klasyfikacja etapu \| Klasyfikacja etapu \| Klasyfikacja etapu \| Klasyfikacja etapu \| Klasyfikacja etapu \| \| Kolarz \| Kolarz \| Państwo \| Drużyna \| Czas \| \| ------------------ \| ------------------ \| ------------------ \| ----------------------------- \| ------------------ \| \| 1. \| Sergio Higuita \| Kolumbia \| EF Education First \| 4h 33' 09" \| \| 2. \| Primož Roglič \| Słowenia \| Team Jumbo-Visma \| + 15" \| \| 3. \| Alejandro Valverde \| Hiszpania \| Movistar Team \| + 15" \| \| 4. \| Rafał Majka \| Polska \| Bora-Hansgrohe \| + 15" \| \| 5. \| Miguel Ángel López \| Kolumbia \| Astana \| + 17" \| \| 6. \| Carl Fredrik Hagen \| Norwegia \| Lotto-Soudal \| + 1' 16" \| \| 7. \| Louis Meintjes \| Południowa Afryka \| Dimension Data \| + 1' 16" \| \| 8. \| Nairo Quintana \| Kolumbia \| Movistar Team \| + 1' 16" \| \| 9. \| Tadej Pogačar \| Słowenia \| UAE Team Emirates \| + 1' 16" \| \| 10. \| Óscar Rodríguez \| Hiszpania \| Euskadi Basque Country-Murias \| + 3' 47" \| |                    |                   |                               |            |
| |                    |                   |                               |            |
| Źródło: ProCyclingStats |                    |                   |                               |            |
| Klasyfikacja etapu |                    |                   |                               |            |
| Kolarz | Kolarz             | Państwo           | Drużyna                       | Czas       |
| 1. | Sergio Higuita     | Kolumbia          | EF Education First            | 4h 33' 09" |
| 2. | Primož Roglič      | Słowenia          | Team Jumbo-Visma              | + 15"      |
| 3. | Alejandro Valverde | Hiszpania         | Movistar Team                 | + 15"      |
| 4. | Rafał Majka        | Polska            | Bora-Hansgrohe                | + 15"      |
| 5. | Miguel Ángel López | Kolumbia          | Astana                        | + 17"      |
| 6. | Carl Fredrik Hagen | Norwegia          | Lotto-Soudal                  | + 1' 16"   |
| 7. | Louis Meintjes     | Południowa Afryka | Dimension Data                | + 1' 16"   |
| 8. | Nairo Quintana     | Kolumbia          | Movistar Team                 | + 1' 16"   |
| 9. | Tadej Pogačar      | Słowenia          | UAE Team Emirates             | + 1' 16"   |
| 10. | Óscar Rodríguez    | Hiszpania         | Euskadi Basque Country-Murias | + 3' 47"   |

## Klasyfikacje po etapie

### Klasyfikacja generalna
| \| Klasyfikacja generalna \| Klasyfikacja generalna \| Klasyfikacja generalna \| Klasyfikacja generalna \| Klasyfikacja generalna \| \| Kolarz \| Kolarz \| Państwo \| Drużyna \| Czas \| \| ---------------------- \| ---------------------- \| ---------------------- \| ---------------------- \| ---------------------- \| \| 1. \| Primož Roglič \| Słowenia \| Team Jumbo-Visma \| 71h 16' 54" \| \| 2. \| Alejandro Valverde \| Hiszpania \| Movistar Team \| + 2' 50" \| \| 3. \| Nairo Quintana \| Kolumbia \| Movistar Team \| + 3' 31" \| \| 4. \| Miguel Ángel López \| Kolumbia \| Astana \| + 4' 17" \| \| 5. \| Tadej Pogačar \| Słowenia \| UAE Team Emirates \| + 4' 49" \| \| 6. \| Rafał Majka \| Polska \| Bora-Hansgrohe \| + 7' 46" \| \| 7. \| Wilco Kelderman \| Holandia \| Team Sunweb \| + 9' 46" \| \| 8. \| Carl Fredrik Hagen \| Norwegia \| Lotto-Soudal \| + 11' 50" \| \| 9. \| James Knox \| Wielka Brytania \| Deceuninck-Quick Step \| + 12' 44" \| \| 10. \| Marc Soler \| Hiszpania \| Movistar Team \| + 21' 09" \| |                    |                 |                       |             |
| |                    |                 |                       |             |
| Źródło: ProCyclingStats |                    |                 |                       |             |
| Klasyfikacja generalna |                    |                 |                       |             |
| Kolarz | Kolarz             | Państwo         | Drużyna               | Czas        |
| 1. | Primož Roglič      | Słowenia        | Team Jumbo-Visma      | 71h 16' 54" |
| 2. | Alejandro Valverde | Hiszpania       | Movistar Team         | + 2' 50"    |
| 3. | Nairo Quintana     | Kolumbia        | Movistar Team         | + 3' 31"    |
| 4. | Miguel Ángel López | Kolumbia        | Astana                | + 4' 17"    |
| 5. | Tadej Pogačar      | Słowenia        | UAE Team Emirates     | + 4' 49"    |
| 6. | Rafał Majka        | Polska          | Bora-Hansgrohe        | + 7' 46"    |
| 7. | Wilco Kelderman    | Holandia        | Team Sunweb           | + 9' 46"    |
| 8. | Carl Fredrik Hagen | Norwegia        | Lotto-Soudal          | + 11' 50"   |
| 9. | James Knox         | Wielka Brytania | Deceuninck-Quick Step | + 12' 44"   |
| 10. | Marc Soler         | Hiszpania       | Movistar Team         | + 21' 09"   |

### Klasyfikacja punktowa
| Klasyfikacja punktowa | Klasyfikacja punktowa | Klasyfikacja punktowa | Klasyfikacja punktowa  | Klasyfikacja punktowa |
| Kolarz                | Kolarz                | Państwo               | Drużyna                | Punkty                |
| --------------------- | --------------------- | --------------------- | ---------------------- | --------------------- |
| 1.                    | Primož Roglič         | Słowenia              | Team Jumbo-Visma       | 137 pkt               |
| 2.                    | Tadej Pogačar         | Słowenia              | UAE Team Emirates      | 99 pkt                |
| 3.                    | Alejandro Valverde    | Hiszpania             | Movistar Team          | 98 pkt                |
| 4.                    | Sam Bennett           | Irlandia              | Bora-Hansgrohe         | 94 pkt                |
| 5.                    | Nairo Quintana        | Kolumbia              | Movistar Team          | 92 pkt                |
| 6.                    | Miguel Ángel López    | Kolumbia              | Astana                 | 64 pkt                |
| 7.                    | Philippe Gilbert      | Belgia                | Deceuninck-Quick Step  | 59 pkt                |
| 8.                    | Sergio Higuita        | Kolumbia              | EF Education First     | 52 pkt                |
| 9.                    | Alex Aranburu         | Hiszpania             | Caja Rural-Seguros RGA | 52 pkt                |
| 10.                   | Dylan Teuns           | Belgia                | Bahrain-Merida         | 51 pkt                |

### Klasyfikacja górska
| Klasyfikacja górska | Klasyfikacja górska | Klasyfikacja górska | Klasyfikacja górska           | Klasyfikacja górska |
| Kolarz              | Kolarz              | Państwo             | Drużyna                       | Punkty              |
| ------------------- | ------------------- | ------------------- | ----------------------------- | ------------------- |
| 1.                  | Geoffrey Bouchard   | Francja             | AG2R La Mondiale              | 76 pkt              |
| 2.                  | Ángel Madrazo       | Hiszpania           | Burgos-BH                     | 44 pkt              |
| 3.                  | Tao Geoghegan Hart  | Wielka Brytania     | Team Ineos                    | 35 pkt              |
| 4.                  | Wout Poels          | Holandia            | Team Ineos                    | 31 pkt              |
| 5.                  | Alejandro Valverde  | Hiszpania           | Movistar Team                 | 26 pkt              |
| 6.                  | Tadej Pogačar       | Słowenia            | UAE Team Emirates             | 25 pkt              |
| 7.                  | Jakob Fuglsang      | Dania               | Astana                        | 24 pkt              |
| 8.                  | Mikel Bizkarra      | Hiszpania           | Euskadi Basque Country-Murias | 22 pkt              |
| 9.                  | Primož Roglič       | Słowenia            | Team Jumbo-Visma              | 22 pkt              |
| 10.                 | Sergio Henao        | Kolumbia            | UAE Team Emirates             | 21 pkt              |

### Klasyfikacja młodzieżowa
| Klasyfikacja młodzieżowa | Klasyfikacja młodzieżowa | Klasyfikacja młodzieżowa | Klasyfikacja młodzieżowa      | Klasyfikacja młodzieżowa |
| Kolarz                   | Kolarz                   | Państwo                  | Drużyna                       | Czas                     |
| ------------------------ | ------------------------ | ------------------------ | ----------------------------- | ------------------------ |
| 1.                       | Miguel Ángel López       | Kolumbia                 | Astana                        | 71h 21' 11"              |
| 2.                       | Tadej Pogačar            | Słowenia                 | UAE Team Emirates             | + 32"                    |
| 3.                       | James Knox               | Wielka Brytania          | Deceuninck-Quick Step         | + 8' 27"                 |
| 4.                       | Sergio Higuita           | Kolumbia                 | EF Education First            | + 27' 52"                |
| 5.                       | Ruben Guerreiro          | Portugalia               | Katusha-Alpecin               | + 35' 57"                |
| 6.                       | Kilian Frankiny          | Szwajcaria               | Groupama-FDJ                  | + 43' 08"                |
| 7.                       | Sepp Kuss                | Stany Zjednoczone        | Team Jumbo-Visma              | + 58' 29"                |
| 8.                       | Tao Geoghegan Hart       | Wielka Brytania          | Team Ineos                    | + 58' 35"                |
| 9.                       | Óscar Rodríguez          | Hiszpania                | Euskadi Basque Country-Murias | + 59' 53"                |
| 10.                      | Neilson Powless          | Stany Zjednoczone        | Team Jumbo-Visma              | + 1h 09' 51"             |

### Klasyfikacja drużynowa
| Klasyfikacja drużynowa | Klasyfikacja drużynowa        | Klasyfikacja drużynowa | Klasyfikacja drużynowa |
| Drużyna                | Drużyna                       | Państwo                | Czas                   |
| ---------------------- | ----------------------------- | ---------------------- | ---------------------- |
| 1.                     | Movistar Team                 | Hiszpania              | 212h 54' 00"           |
| 2.                     | Astana                        | Kazachstan             | + 46' 03"              |
| 3.                     | Team Jumbo-Visma              | Holandia               | + 1' 32"               |
| 4.                     | Mitchelton-Scott              | Australia              | + 2h 12' 29"           |
| 5.                     | AG2R La Mondiale              | Francja                | + 2h 50' 23"           |
| 6.                     | Dimension Data                | Południowa Afryka      | + 3h 00' 35"           |
| 7.                     | Team Sunweb                   | Niemcy                 | + 3h 08' 42"           |
| 8.                     | Euskadi Basque Country-Murias | Hiszpania              | + 3h 10' 14"           |
| 9.                     | Ineos                         | Wielka Brytania        | + 3h 32' 22"           |
| 10.                    | Bahrain-Merida                | Bahrajn                | + 3h 32' 30"           |